# 三浦信行
三浦 信行（みうら のぶゆき、1942年 - ）は、日本の政治学者。国士舘大学名誉教授、1994年-2003年、2012年-2015年に国士舘大学学長を歴任。専門は政治思想史、国際政治。

## 来歴
宮城県石巻市（旧河北町）出身。南カリフォルニア大学留学を経て、1972年 国士舘大学大学院政治学研究科博士課程修了。博士（政治学）。博士論文審査の主査は、田村幸策、神川彦松。1994年より2002年までと、2012年より2015年まで、通算4期12年、学長を務める。現在は同大学教学顧問。初回在任中の2002年に「21世紀アジア学部」（2022年現在、国士舘大学にしかない）を開設した。みやぎ絆大使、石巻・川の上プロジェクト理事長を務める。

## 人物
- 息子に国際政治学者の三浦秀之がいる（杏林大学総合政策学部准教授）[5]。
- 三塚博の盟友として自民党宮城県連の立て直しを請われ、自民党宮城県連総務会長（非自民党員）を歴任。

## 著書
- 新・国際関係論 （共著）
- 現代政治学の構造と動態（共著）
- 政治学講義（共著）
- 21世紀アジア学（共著）

## 訳書
- 人権としての文化権利

## 所属学会等
- 日本国際政治学会
- 日本法政学会
- 日本政治学会
- 日本憲法学会
- 日本国際法学会

## 要職等
- 日本国際政治学会評議員
- 日本法政学会理事長
- 日本政治学会理事
- 社団法人亜東親善協会理事

などを歴任